# 20th テレビジョン・アニメーション
20th テレビジョン・アニメーション（英: 20th Television Animation）は、アメリカのディズニー・テレビジョン・スタジオ（ウォルト・ディズニー・テレビジョン）傘下のアニメーション製作会社。20世紀テレビジョン・アニメーションとも表記される。
かつては20世紀フォックス映画傘下の20世紀フォックステレビジョンおよび20th テレビジョンのアニメユニットであり、名称もフォックス・テレビジョン・アニメーション（英: Fox Television Animation、20世紀フォックステレビジョン・アニメーションとも）であった。
FOX系列のアニメーション作品のうち、テレビアニメの製作を担っていた（アニメーション映画は20世紀アニメーションが担当）。

## 概要

1999年から2020年まで使用されたロゴ

『ザ・シンプソンズ』を始めとする人気作品を製作している。また、2019年11月12日、ディズニー・ストリーミング・サービスのDisney+で配信された。
かつては20世紀フォックス映画傘下の20世紀フォックステレビジョンおよび20th テレビジョンのアニメユニットであるフォックス・テレビジョン・アニメーション（英: Fox Television Animation）であったが、2019年3月にディズニー・テレビジョン・スタジオ（ウォルト・ディズニー・テレビジョン）傘下となり、名称も2020年9月より20th テレビジョン・アニメーション（英: 20th Television Animation）となった。
同年12月、20th テレビジョンから独立したユニットとして再起動することが発表された。新体制では、これまで20th テレビジョンが監督していたアニメーションプロジェクトも20th テレビジョン・アニメーションが全て引き受け、製作されることとなった。

## 作品
- ザ・シンプソンズ
- アメリカン・ダッド
- ファミリー・ガイ
- The Cleveland Show